# Elżbieta Doryń
Elżbieta Doryń (ur. 1955 w Łodzi) – polska malarka.
W 1975 została absolwentką Liceum Plastycznego im. Tadeusza Makowskiego w Łodzi, a w 1980 roku ukończyła na Wydziale Malarstwa Akademii Sztuk Pięknych im. Władysława Strzemińskiego w Łodzi w pracowni prof. Wiesława Garbolińskiego.

## Wystawy malarstwa (wybrane)
- 2002: Wystawa malarstwa – „Galeria Linia” Łódź[1][2]
- 2003: Wystawa malarstwa – Galeria ZPAP Łódź[3]
- 2006: Wystawa malarstwa pt. „Pamiętamy” – portrety Jana Pawła II – Kościół Akademicki Panien Dominikanek Matki Bożej Śnieżnej Piotrków Trybunalski[4][5]